# Naz (España)
Naz (llamada oficialmente Naz de Arriba) es una aldea española situada en la parroquia de San Martín de Anllo, del municipio de Sober, en la provincia de Lugo, Galicia.

## Demografía
| Gráfica de evolución demográfica de Naz entre 2000 y 2021 |
|                                                           |
| Datos según el nomenclátor publicado por el INE.          |